# فرانسوا پینو
فرانسوا پینو (به فرانسوی: François Pinault) (زاده ۲۱ اوت ۱۹۳۶) کارآفرین و بازرگان فرانسوی است، که در سال ۱۹۶۳ شرکت کرینگ را تأسیس نمود.